# Ruido Perlin

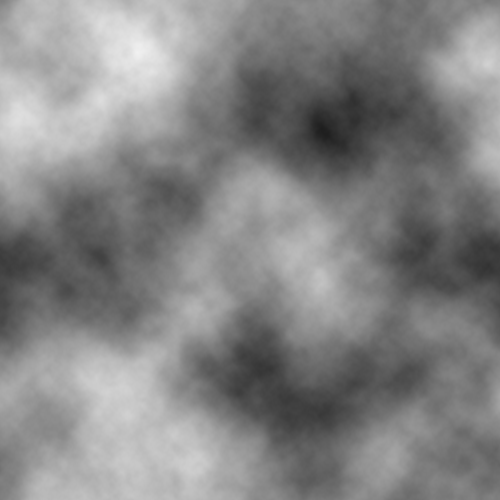

El Ruido Perlin es una función matemática que utiliza interpolación entre un gran número de gradientes precalculados de vectores que construyen un valor que varía seudo-aleatoriamente en el espacio o tiempo. Se parece al ruido blanco, y es frecuentemente utilizado en imágenes generadas por computadora para simular variabilidad en todo tipo de fenómenos, acercándose estas así a un aspecto más natural.
Resultó del trabajo de Ken Perlin, que lo inventó para generar las texturas de la película Tron. Ganó un premio especial de la academia gracias al Ruido Perlin en 1997. Curiosamente Tron no ganó los premios de la academia para efectos visuales en 1982 ya que había hecho "trampa" por utilizar efectos e imágenes generadas por computadora.
El Ruido Perlin es ampliamente usado en efectos de computadora como el fuego, humo, nubes y en general todo tipo de fenómenos que requieran aleatoriedad sin perder continuidad.
El Ruido Perlin es usado para generar el mundo en el videojuego Minecraft